# Sulanak
Sulanak (nježni sulanak,  sulanak bielocvjetni, slanutak, lat. Radiola), monotipski biljni rod iz porodice lanovki. Jedina je vrsta jednogodišnja raslinja R. linoides (nježni sulanak), raširena po Europi (uključujući Hrvatsku) i dijelovima Afrike.

## Sinonimi
- Millegrana Adans.
- Linodes radiola Kuntze
- Linum exiguum Salisb.
- Linum millegranum (Sm.) Gray
- Linum radiola L.
- Linum tetrapetalum Gilib.
- Millegrana radiola (L.) Druce
- Radiola millegrana Sm.

## Galerija
- R. linoides
- R. linoides
- R. linoides

## Vanjske poveznice
|  | Zajednički poslužitelj ima još gradiva o temi Radiola |
|  | Wikivrste imaju podatke o taksonu Radiola             |